# عبد الله نصيف
عبد الله بن عمر بن محمد بن نصيف، (1939م الموافق 1358 هـ) عالم جيولوجي ولد في السعودية في جدة، ويُدير حاليًا مؤسسة عبد الله بن عمر نصيف الخيرية.

## التعليم
تلقى تعليمه الابتدائي والمتوسط والثانوي في مدارس مدينة جدة، وحصل على شهادة البكالوريوس في العلوم (كيمياء/جيولوجيا) بتقدير امتياز مع مرتبة الشرف الأولى كلية العلوم - جامعة الملك سعود، عام 1384هـ، واتجه بعدها للدراسة في الخارج من عام 1385هـ إلى 1391هـ ليحصل على دكتوراة في الجيولوجيا من جامعة ليدز عام 1391 هـ/1971م، وعلى زمالة وعضوية هيئات وجامعات في (بريطانيا – أمريكا – مصر – باكستان).

## مناصبه
- أستاذ مساعد بقسم الجيولوجيا - كلية العلوم - جامعة الرياض (1391- 1393هـ)
- أستاذ مساعد ورئيس قسم الجيولوجيا بجامعة الملك عبد العزيز بجدة (1393- 1394هـ)
- أمين عام جامعة الملك عبد العزيز بجدة (1393-1396هـ)
- أستاذ مشارك بكلية علوم الأرض جامعة الملك عبد العزيز بجدة عام 1397هـ .
- وكيل جامعة الملك عبد العزيز بجدة (1396- 1400هـ)
- مدير جامعة الملك عبد العزيز بجدة (1400- 1403هـ)
- أمين عام رابطة العالم الإسلامي (1403- 1414هـ).
- نائب رئيس مجلس الشورى (1413- 1422هـ)
- أستاذ (بروفيسور) جامعة الملك عبد العزيز بجدة (1403-الآن)[3]

## المهام الإسلامية
- أمين عام رابطة العالم الإسلامي
- رئيس مجلس هيئة الإغاثة الإسلامية العالمية عام 2000
- رئيس مؤتمر العالم الإسلامي
- الأمين العام المجلس الإسلامي العالمي للدعوة والإغاثة
- رئيس الإتحاد العالمي للكشاف المسلم
- رئيس مؤسسة عبد الله بن عمر نصيف الخيرية
- عضو المجلس التنفيذي لمؤتمر العالم الإسلامي.

## العضويات والأنشطة الأخرى
- رئيس مؤتمر العالم الإسلامي - كراتشي، باكستان.
- نائب رئيس الندوة العالمية للشباب المسلم - الرياض، المملكة العربية السعودية.
- رئيس مجلس الأمناء بجامعة الشرق والغرب - شيكاغو، الولايات المتحدة الأمريكية.
- رئيس مجلس الأمناء بمعهد تاريخ العلوم العربية والإسلامية - فرانكفورت، ألمانيا.
- عضو مجلس الأمناء بمؤسسة دار الإسلام - واشنطن، الولايات المتحدة الأمريكية.
- رئيس مجلس الأمناء بمركز الدراسات الإسلامية بجامعة أوكسفورد، بريطانيا.
- رئيس مجمع الدراسات الاجتماعية - المملكة المتحدة.
- رئيس مجلس الأمناء بالجامعة العالمية الإسلامية - شيتاغونغ، بنجلاديش.
- رئيس مجلس الأمناء بجامعة دار الإحسان - بنجلاديش.
- عضو مجلس الأمناء بالجامعة الإسلامية العالمية - إسلام آباد، باكستان.
- عضو مجلس المديرين للهيئة الدولية لمحاربة الإدمان على المخدرات والكحول - واشنطن، الولايات المتحدة الأمريكية.
- عضو لجنة الكشافة العالمية - جنيف، سويسرا.
- عضو مجلس الأمناء بالأكاديمية الإسلامية - كمبردج، المملكة المتحدة.
- رئيس مجلس الأمناء لهيئة التراث الإسلامي والبيئة - لندن، المملكة المتحدة.
- رئيس رابطة رواد الحركة الكشفية - الرياض، المملكة العربية السعودية.
- عضو أكاديمية المملكة المغربية - الرباط، المملكة المغربية.
- زميل الجمعية الجيولوجية - لندن، المملكة المتحدة.
- زميل الجمعية الجيولوجية الأمريكية - بولدر، الولايات المتحدة الأمريكية.[3]

## مؤلفاته
- دراسات بترولية لصخور طريق قفط: البصرة بالصحراء الشرقية. (بالاشتراك) 1980.
- الدرع الجرانيتي العربي. (بالاشتراك).
- الصخور الجرانيتية والميتاموفية في منطقة الطائف بغرب المملكة العربية السعودية.
- العلوم الاجتماعية والطبيعية. (بالاشتراك).
- الإسلام والشيوعية.
- العلوم والشريعة والتعليم. (بالإنجليزية).
- انبثاق التضامن الإسلامي.[4]

## جوائز
- حصل على جائزة الملك فيصل العالمية لخدمة الإسلام عام 1991 م - 1411 هـ
- حصل على جائزة صانع السلام العربي[5]

## أحدية الدكتور عبد الله بن عمر نصيف
تأسست عام 1422هـ في منزل الدكتور عبد الله بحي الأندلس بجوار مسجد بقشان بجدة، وكانت تُقام كل يوم أحد بين المغرب والعشاء باستثناء الاجازات، ومن أهم اهدافها نشر الثقافة، وكانت طريقة التوثيق بالتصوير التلفزيوني، ومن أبرز الرواد والمكرمين الشيخ عبدالله بن بيه، وحامد بن أحمد الرفاعي، وعبد المحسن القحطاني، ومحمد علي الصابوني، وصالح السبعان، وأبو بكر قادر، وسامي محسن عنقاوي وغيرهم.

## العائلة
تزوج عام 1387هـ، وله من الأولاد، ثلاثة أبناء: عمر ومحمد ومحمود، وابنتان: عائشة وخديجة.